# Torri di Quartesolo
Torri di Quartesolo là một đô thị tại tỉnh Vicenza ở vùng Veneto, Ý.
Đô thị này có diện tích 18 km2, dân số là 10.981 người (thời điểm)